# 朗惺寺
朗惺寺（ろうせいじ）は、東京都品川区にある日蓮宗の寺院。

## 概要
1574年（天正2年）、日惺によって開山された。元々は江戸八丁堀（現・東京都港区八丁堀）に位置し、「朗清寺」という名称であった。1657年（明暦3年）の明暦の大火で芝二本榎（現・東京都中央区高輪）に移転した。その際に「朗惺寺」に改称した。
1909年（明治42年）に現在地に移転した。現在の本堂は、戦後に再建されたものである。

## 第十三次満洲興安東京荏原郷開拓団殉難者慰霊碑

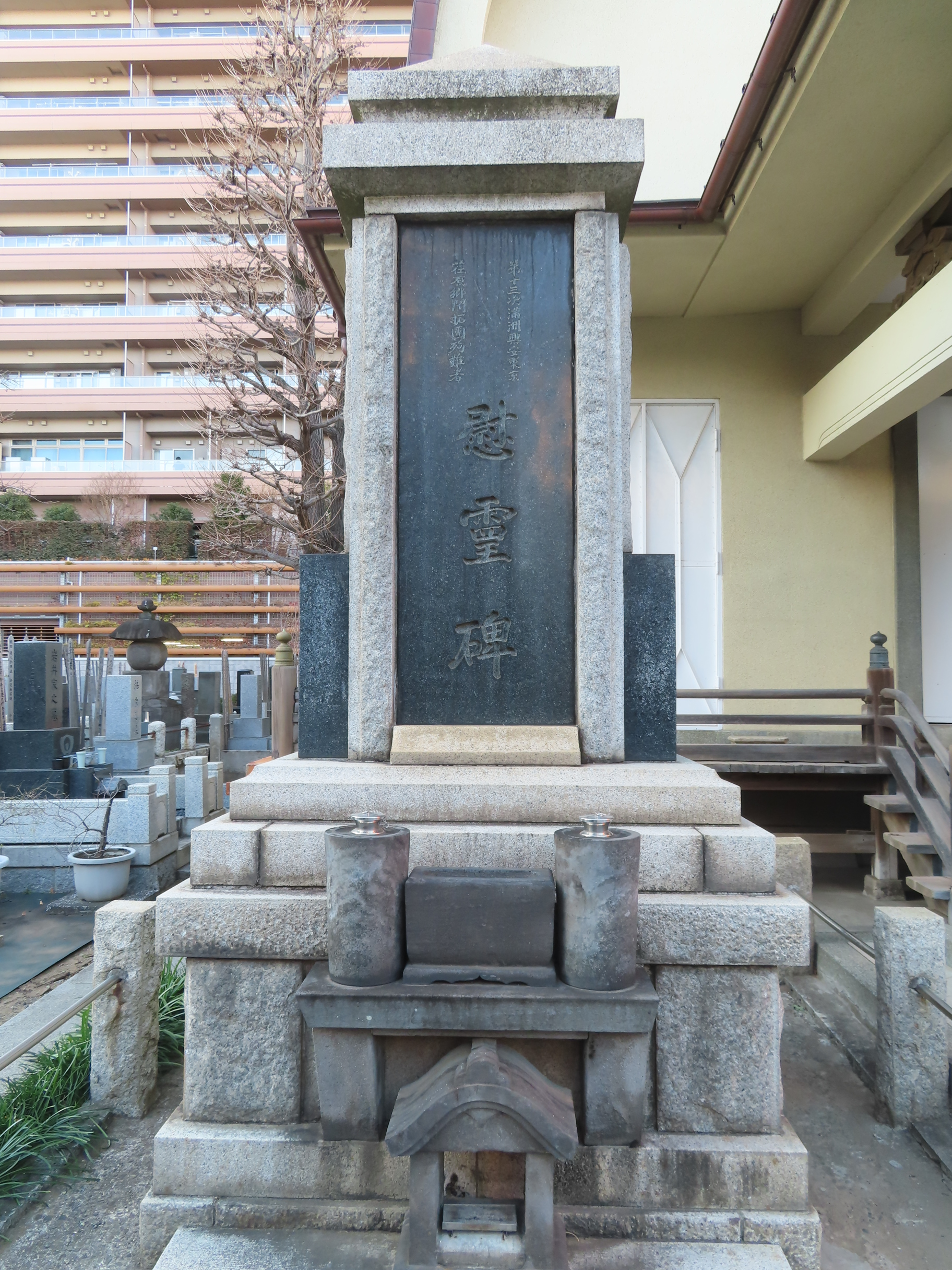
第十三次満洲興安東京荏原郷開拓団殉難者慰霊碑

境内には、「第十三次満洲興安東京荏原郷開拓団殉難者慰霊碑」と彫られた慰霊碑がある。1943年（昭和18年）、統制経済の中、苦境に立った武蔵小山商店街の関係者らによって満蒙開拓団の一団として「第十三次満洲興安東京荏原郷開拓団」が組織され、満州国興安総省興安街（現・中華人民共和国内モンゴル自治区ヒンガン盟ウランホト市）に入植した。
1945年（康徳12年・昭和20年）8月9日のソ連対日参戦で、興安街周辺は混乱状況に陥り、日本軍は逃げ去り、興安の浅野良三参事官による避難グループへの合流も困難となる。14日頃から暴徒らの襲撃を受け始め、15日には14～15人程度によるものながら初の本格的な襲撃を受けたため、16日夜明けに避難を開始した。このとき870人余いたとみられる。避難開始は、かねて顔見知りの特務機関将校・満軍派遣下士官と彼らが連れて来て警察隊長と紹介された者（3人全て日本人である）の勧めだった。その後、特務機関将校は馬を盗んで逃走、下士官と警察隊長はつけ回して来る匪賊らに与して団を裏切ろうとし、団員らにリンチされる（生死は不明）。この件もあって、匪賊の襲撃による死者だけでなく、前途を悲観しての団員の自決や未遂騒ぎも続く。8月17日昼頃、双明子という平和的な集落で満人らの親切な支援を受けることが出来る。しかし午後、ソ連機の低空飛行に遭遇、それに刺激されたのか、ついに匪賊らの本格襲撃が始まり、虐殺や集団自決で約800人が死亡した（双明子事件）。
この碑は、辛うじて生還し、再び武蔵小山で店を開いた有志によって建てられたものである。

## 交通アクセス
- 武蔵小山駅より徒歩3分。